# Communauté de communes du Lencloîtrais
Die Communauté de communes du Lencloîtrais ist ein ehemaliger französischer Gemeindeverband mit der Rechtsform einer Communauté de communes im Département Vienne in der Region Nouvelle-Aquitaine. Sie wurde am 10. Dezember 1997 gegründet und umfasste neun Gemeinden. Der Verwaltungssitz befand sich im Ort Lencloître.

## Historische Entwicklung
Mit Wirkung vom 1. Januar 2017 wurde der Gemeindeverband aufgelöst. Seine Mitgliedsgemeinden schlossen sich danach der Communauté d’agglomération du Pays Châtelleraudais an.

## Ehemalige Mitgliedsgemeinden
1. Cernay
2. Doussay
3. Lencloître
4. Orches
5. Ouzilly
6. Saint-Genest-d’Ambière
7. Savigny-sous-Faye
8. Scorbé-Clairvaux
9. Sossais